# Калафати, Василий Павлович
Васи́лий Па́влович Калафа́ти (29 января [10 февраля] 1869, Евпатория — 20 марта (по другим сведениям, 30 января) 1942, Ленинград) — русский и советский композитор и музыкальный педагог.

## Биография
Калафати Василий Павлович родился 10 февраля 1869 года в крымском городе Евпатория в греческой семье учителя и коммерсанта Павла Калафати и г-жи Хрисикопулу.
Первые уроки музыки маленький Василий получил в возрасте восьми лет. Игре на фортепиано, а также начальное обучение композиции он прошёл в Крыму. Уже в 18 лет Василий Павлович сочинил свои первые произведения для фортепиано, а также «Дуэт для двух скрипок», которые, к сожалению, не сохранились.
В 1899 году окончил Петербургскую консерваторию по классу композиции у Николая Римского-Корсакова. С 1906 по 1929 преподавал в консерватории полифонию (с 1913 — профессор), среди его учеников —  Лев Абе, Борис Асафьев, Узеир Гаджибеков, Хейно Эллер, Владимир Щербачёв, Мария Юдина, Владимир Цыбин, Романос Меликян, Виктор Трамбицкий, Дмитрий Шостакович, Владимир Фризе и многие другие. Частным образом занимался с И. Ф. Стравинским, который характеризовал его как одарённого педагога, но консервативного в музыкальных взглядах. По словам Стравинского: «Калафати научил меня прибегать к слуху как к первому и последнему критерию, за что я ему благодарен. Я занимался у него больше двух лет». 
В советское время композитор продолжал вести активную музыкально-просветительскую и педагогическую деятельность, умер во время блокады Ленинграда зимой 1942 года. Сын композитора, Анатолий, последовавший по стопам своего отца, сохранил его архив, впоследствии попавший в одну из антикварных лавок на Монастираки в Афинах, откуда он был выкуплен Музыкальной студией факультета музыкального образования Ионического университета и перевезён на остров Корфу.

## Творчество
Стиль Калафати перекликается с сочинениями Римского-Корсакова и композиторов Беляевского кружка. Среди его сочинений наиболее известна симфоническая поэма «Легенда», написанная в память о Франце Шуберте и получившая премию на Международном шубертовском конкурсе, проводившемся в Вене в 1928. Калафати также создал фортепианные переложения оркестровых пьес Анатолия Лядова, Второй симфонии Скрябина и других сочинений. Под его редакцией в Петербурге в 1911 году вышел в печать словарь-справочник «Спутник музыканта», ставший одним из наиболее популярных в своё время изданий подобного рода в России.
В 1936 году Калафати вспоминает о своём греческом происхождении и включает «Самьотиссу» в произведение для двух мужских голосов, сопровождаемое игрой на фортепиано.

## Основные сочинения
- Опера «Цыганы» (по Пушкину, 1941)
- «Реве та стогне», музыкальная картина для хора и оркестра (около 1917)

Оркестровые сочинения
- Фантазия-увертюра
- Полонез
- Симфония a-moll
- «Звёзды Кремля», марш для духового оркестра

Камерные сочинения
- Октет для фортепиано и струнных
- Фортепианный квинтет
- Два струнных квартета
- Две фортепианных сонаты
- Романсы, хоры, обработки народных песен